# Булюбаш, Владимир Иванович
Влади́мир Ива́нович Булюба́ш (1866 — 23 февраля 1926) — русский офицер и общественный деятель, член II Государственной думы от Полтавской губернии.

## Биография

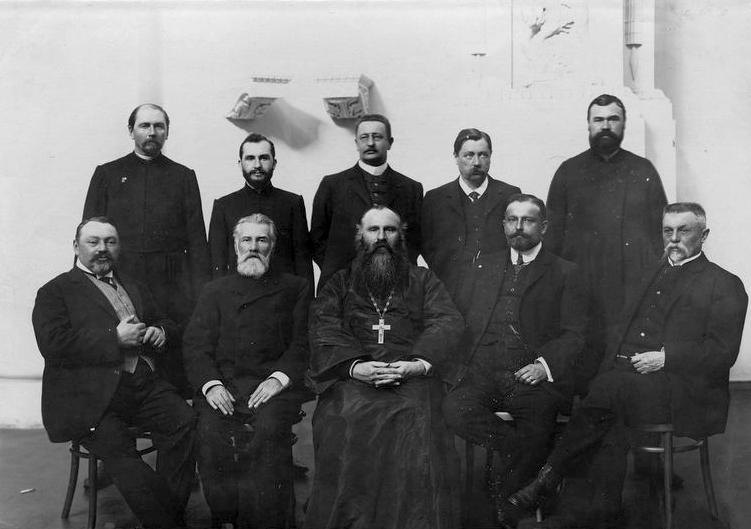
Депутаты Государственной думы II созыва от Полтавской губернии. Стоят: Власенко А. Ф., Дубовик К. А., Милорадович Д. Н., Лукашевич С. В., Черненко Т. Г.; сидят: Булюбаш В. И., Павлов П. П., Пирский Н. В., Маслянников В. В., Шкларевич П. Д.

Православный. Из потомственных дворян Полтавской губернии. Землевладелец Хорольского уезда (875 десятин).
Окончил Петровский Полтавский кадетский корпус (1883) и Александровское военное училище (1885), откуда был выпущен офицером в лейб-гвардии Литовский полк.
В 1890 году вышел в отставку в чине поручика и посвятил себя общественной деятельности в родной губернии. Избирался гласным Хорольского уездного и Полтавского губернского земских собраний, председателем Хорольской уездной земской управы. Состоял членом правления Полтавского земельного банка и председателем благотворительного общества.
В феврале 1907 года был избран членом II Государственной думы от Полтавской губернии. Входил в группу правых и умеренных. Активного участия в думской деятельности не принимал.
После роспуска Думы избирался депутатом Полтавского дворянства, гласным Хорольского уездного земства и почетным мировым судьей, состоял членом правления Общества пособия учащимся в учебных заведениях гражданского ведомства.
В январе 1918 года арестовывался большевиками. Затем в эмиграции в Польше.
Умер в 1926 году. Был женат на Ольге Владимировне Булюбаш.